# Gauche abertzale

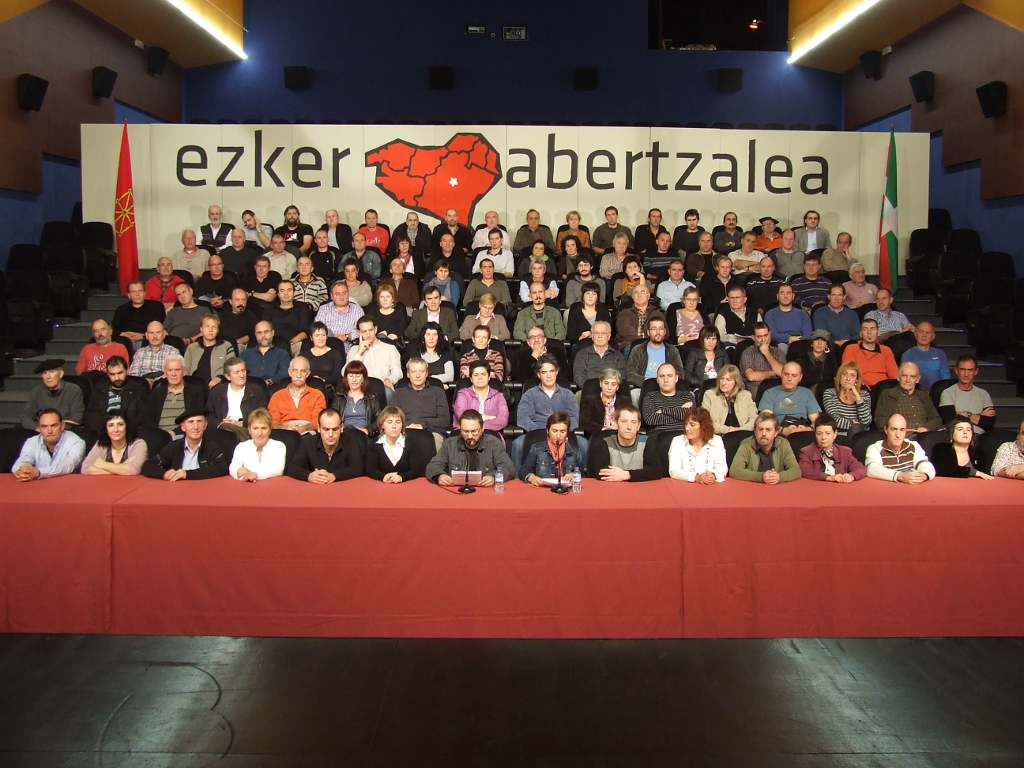
Représentants de la gauche abertzale présentant la proposition d'Altsasu.

Au Pays basque, le terme de gauche abertzale (ezker abertzalea en basque, c'est-à-dire « la gauche patriote », en français) fait référence aux partis, syndicats ou organisations de gauche (allant du socialisme au communisme) et indépendantistes. Les membres de la gauche abertzale définissent une stratégie sociopolitique commune, dans le but d'obtenir un état basque indépendant et socialiste. Selon certaines définitions plus ou moins hostiles, la gauche abertzale est formée d'un ensemble de partis politiques et organisation nées lors de la transition démocratique espagnole autour de l'ETA et partageant ses objectifs.
La gauche abertzale a aujourd'hui une présence importante au sein de la sphère politique basque, au sein des institutions comme en dehors et est une référence de beaucoup de mouvements sociaux.
Au Pays basque espagnol, elle est représentée par la coalition Euskal Herria Bildu et au Pays basque français par une autre coalition du nom de Euskal Herria Bai. Les partis y adhérant sont Sortu, Aralar, Eusko Alkartasuna, Alternatiba, et Abertzaleen Batasuna au Pays basque nord. Du côté des syndicats, LAB, ESK, Hiru, ELB, EHNE, et STEE-EILAS en font partie ou gravitent autour.